# Fehndorf
 Fehndorf  ist eine Ortschaft der Stadt Haren (Ems) im niedersächsischen Landkreis Emsland.

## Geografie und Verkehrsanbindung
Der Ort liegt westlich des Kernbereichs von Haren direkt an der westlich verlaufenden Grenze zu den Niederlanden, direkt an der in Nord-Süd-Richtung verlaufenden Kreisstraße K 202 und der östlich einmündenden K 242. Die A 31 verläuft östlich.
Durch den Ort läuft der 45,6 km lange Süd-Nord-Kanal. Fehndorf liegt wie alle umliegenden Orte im Bourtanger Moor, welches ehemals das größte zusammenhängende Moorgebiet Westeuropas war. Es liegt im Emsland westlich der Ems und war noch bis in die 1950er Jahre eines der größten Moorgebiete in Deutschland. Es erstreckt sich im Westen bis in die Niederlande und ist nach dem niederländischen Festungsstädtchen Bourtange benannt.